# Białko von Hippla-Lindaua

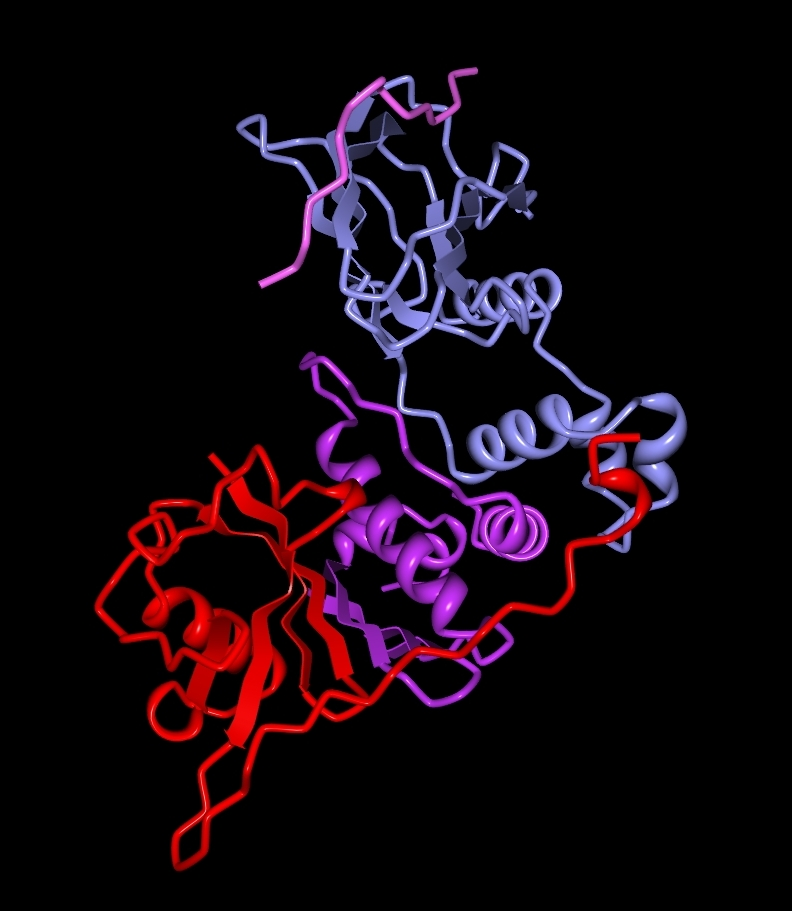
Diagram wstążkowy kompleksu pVHL (niebieski) – HIF1alfa (różowy) – elongina B (fioletowy) – elongina C (czerwony)

Białko von Hippla-Lindaua, białko VHL, pVHL – białko kodowane przez gen VHL, znajdujący się na chromosomie 3. Gen ten jest genem supresorowym, a jego mutacja prowadzi do rozwoju nowotworów. Germinalne mutacje w genie VHL wywołują chorobę von Hippla-Lindaua, cechującą się występowaniem w młodym wieku rodzinnie określonych, bogato unaczynionych nowotworów ośrodkowego układu nerwowego, siatkówki, rdzenia nadnercza, trzustki i innych narządów.
Nazwa genu pochodzi od nazwy choroby. Po raz pierwszy została użyta w opublikowanej na łamach „Nature”, w marcu 1988 roku, pracy Bernda Seizingera i jego współpracowników, w której locus domniemanego genu chorobotwórczego określono na 3p25.

## Struktura genuVHLi białka VHL
Gen VHL znajduje się na krótkim ramieniu chromosomu 3, w locus 3p26-p25. Gen VHL posiada 3 eksony i 642 par zasad kodującego DNA. Dwa kodony startowe genu w obrębie pierwszego eksonu sprawiają, że powstają dwie formy białka VHL. Pierwsza liczy 213 aminokwasów i powstaje, gdy DNA genu jest przepisywany na mRNA począwszy od pierwszego kodonu startowego, podczas gdy drugi kodon startowy znajduje się w pozycji 54 i poprzedzony jest sekwencją konsensusową Kozak inicjującą translację. Transkrypcja genu od tego miejsca startowego i translacja mRNA prowadzą do syntezy białka VHL złożonego ze 160 aminokwasów, oznaczanego VHL19 w odróżnieniu do pierwszej formy białka o wyższej masie cząsteczkowej – VHL30. Stwierdzono, że izoforma VHL30 znajduje się przede wszystkim w cytoplazmie, a izoforma VHL19 w jądrze komórkowym, co sugeruje, że funkcje tych białek nie są identyczne. W jednym badaniu przy użyciu przeciwciała znakowanego GFP wykazano obecność pVHL w mitochondriach. Gdy w opisie funkcji białka masa cząsteczkowa jest nieistotna, używa się oznaczenia pVHL.

Stwierdzono, że transkrypt mRNA białka pVHL ulega alternatywnemu splicingowi, czego wyrazem jest obecność w komórce dwóch izoform mRNA, jednej posiadającej ekson 2 i drugiej pozbawionej tego eksonu. Ponieważ ludzie posiadający zmutowany gen VHL pozbawiony eksonu 2 mają pełnoobjawowy zespół von Hippla i Lindaua, wydaje się, że tylko dłuższa izoforma białka pełni funkcję supresorową. Jak dotąd nie dowiedziono też, aby mRNA ulegające alternatywnemu splicingowi ulegało in vivo translacji.

Gen VHL (wyżej) i białko VHL. Gen VHL (nukleotydy 1-4400) zawiera trzy egzony, zaznaczone na fioletowo (1-3), obszary 5'UTR i 3'UTR. Białko VHL (poniżej) zawiera 213 reszt aminokwasowych, posiada domeny α i β i dwa kodony metioninowe w pozycjach 1. i 54., mogące pełnić funkcję kodonów startowych. Zaznaczono obszar (GXEEX)_{8}, pentameryczny powtarzalny motyw konserwatywny ewolucyjnie, o niewyjaśnionej jak dotąd roli (więcej w artykule)

Sekwencja promotorowa genu VHL jest bogata w powtórzenia GC, nie posiada kasety TATA i sekwencji CCAAT; inicjacja transkrypcji zachodzi prawdopodobnie w miejscu przypuszczalnego wiązania białka Sp1, 60 par zasad w kierunku końca 5' nici DNA od pierwszego kodonu startowego VHL. Sekwencja promotorowa posiada liczne przewidywane miejsca wiązania czynników transkrypcyjnych, ale jak dotąd nie poznano mechanizmu kontroli ekspresji genu VHL. Sekwencja kodująca genu poprzedza obszar 3'UTR, posiadający 11 powtórzeń Alu.

## Ekspresja genuVHL
Ekspresja genu VHL nie jest ograniczona do tkanek, z których rozwijają się nowotwory w chorobie von Hippla i Lindaua; zachodzi w licznych typach komórek zarówno w życiu płodowym, jak i u dorosłych organizmów. W trakcie embriogenezy, mRNA genu VHL wykryto w praktycznie wszystkich typach tkanek począwszy od 6. tygodnia życia płodowego, przy czym szczególnie duże ilości mRNA dla VHL powstawały w tkankach układu moczowo-płciowego, mózgu, rdzenia kręgowego, zwojów czuciowych, narządu wzroku i nabłonku oddechowym oskrzeli. Rozmieszczenie nasilonej ekspresji genu VHL nie odpowiada więc dokładnie tkankom zajętym w zespole von Hippla i Lindaua. W rozwijającej się nerce właściwej (metanephros) VHL ulega ekspresji w kanaliku proksymalnym (skąd wywodzi się rak jasnokomórkowy nerki), ale białko pVHL jest też obficie syntetyzowane w komórkach pętli Henlego. Nie ma dowodów na różnice w ekspresji dwóch postaci białka, VHL19 i VHL30 pomiędzy różnymi tkankami płodowymi.

## Funkcja białka VHL

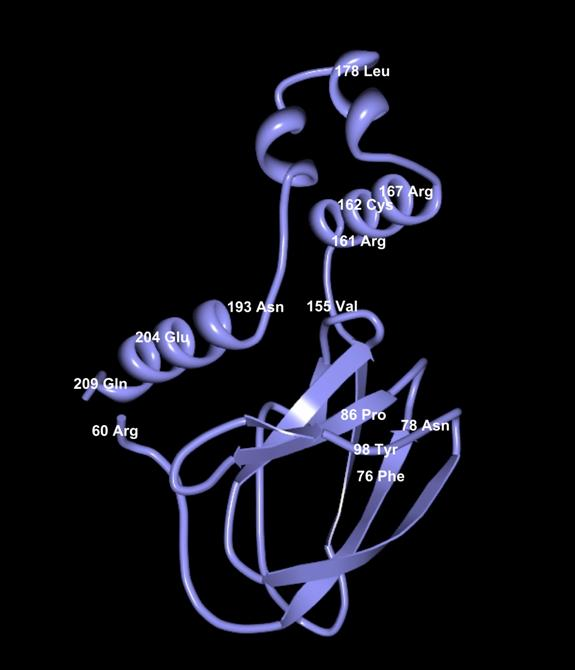
Model wstążkowy białka pVHL, z zaznaczonymi niektórymi resztami aminokwasowymi; zaznaczono niektóre spośród „gorących miejsc” mutacji (76 Phe, 78 Asn, 86 Pro, 98 Tyr, 161 Arg, 162 Cys, 167 Arg, 169 Tyr, 178 Leu)

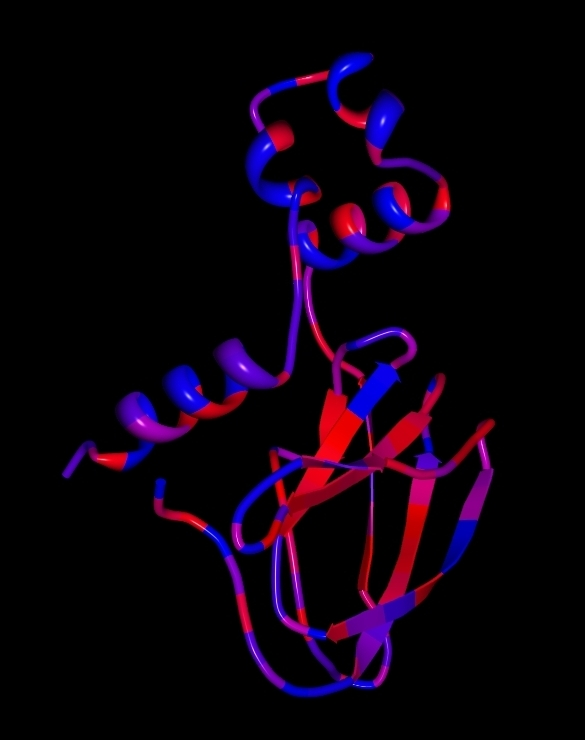
Model wstążkowy białka pVHL, z zaznaczonymi obszarami najbardziej (czerwony) i najmniej hydrofobowymi (niebieski)

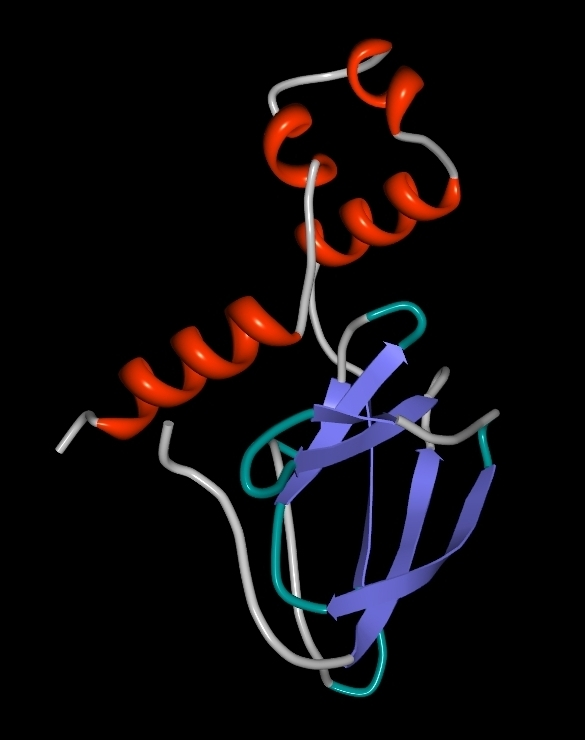
Model wstążkowy białka pVHL, zaznaczono typy konformacji łańcucha polipeptydowego różnymi kolorami; helisa – czerwony, zwój – szary; zakręt – zielonkawy; pasmo – niebieski

Białko pVHL działa w komórce w kompleksie, w którego skład wchodzą liczne białka przyłączające się do pVHL pośrednio lub bezpośrednio. Jak dotąd stwierdzono, że do tej grupy białek należą:
- elongina C[13], a poprzez elonginę C elongina B[13], CUL2[14] i Rbx1 (nazywane także ROC1 albo Hrt1)[15]; w skład kompleksu wchodzi też acetylotransferaza SSAT2[16];
- HIF-1[17];
- fibronektyna[18];
- tubulina tworząca mikrotubule[7];
- czynnik transkrypcyjny Sp1[19];
- kinazy białkowe C (izotypy PKC-δ, PKC-ζ i PKC-λ)[20][21];
- białka z rodziny enzymów deubikwitynujących, VDU1 i VDU2 (VHL-interacting deubiquitinating enzyme-1/2)[22][23];
- białko P53[24];
- hiperfosforylowana forma białka Rpb1, podjednostki polimerazy RNA II[25];
- imidopeptydaza, przyłączająca się do N-końca białka w obrębie reszt aminokwasowych 1-57;
- białko wiążące Tat 1 (Tat binding protein 1) wirusa HIV przyłącza się do obszaru 1-187 pVHL;
- filamina (białko wiążące aktynę, ABP) również przyłącza się do tego obszaru.

W dużych stężeniach w komórce, cząsteczki białka pVHL mogą asocjować ze sobą za pośrednictwem reszt aminokwasowych 96-122, ale nie udowodniono żeby cząsteczki pVHL wiązały się ze sobą w fizjologicznych stężeniach.
Nakreślony dotąd zakres funkcji białka pVHL w komórce obejmuje:
- działa w kompleksie z elonginą C, elonginą B i kulliną (CUL2) posiadającym aktywność ligazy E3 ubikwityny, jako białko rozpoznające substrat biorze udział w procesie ubikwitynacji białka HIF1-α[27], co powoduje degradację białka HIF1-α w proteasomie i zahamowanie transkrypcji genów indukowanych hipoksją, którą aktywuje HIF1-α;
- hamowanie transkrypcji niektórych czynników wzrostu (np. VEGF) za pośrednictwem Sp1;
- modyfikowanie procesów sygnalizacji wewnątrzkomórkowej poprzez hamowanie szlaków atypowych kinaz białkowych PKC-δ, PKC-ζ i PKC-λ, również na drodze ubikwitynacji[20][21][28];
- przez wiązanie z fibronektyną pVHL może mieć wpływ na tworzenie macierzy pozakomórkowej[10];
- wiążąc się z tubuliną mikrotubuli hamuje ich depolimeryzację; ta funkcja pVHL jest niezależna od aktywności ligazy ubikwityny E3 kompleksu VBC, ponieważ zmutowane białko pVHL nie posiadające miejsca wiążącego elonginę C zachowuje zdolność stabilizacji mikrotubuli[7];
- w niewyjaśniony dotąd sposób kontroluje cykl komórkowy; komórki VHL-/- nie mogą opuścić cyklu po eksperymentalnym zadziałaniu na nie takimi czynnikami, jak ograniczenie dopływu osocza[29][30]; zdolność do wyjścia z cyklu była przywracana komórkom wraz z wprowadzeniem do nich pVHL; kontrola cyklu przez pVHL wydaje się być wieloczynnikowa: w dwóch badaniach stwierdzono, że pVHL hamuje cyklinę D1, która jest mitogenem[31][32]; w innym badaniu wykazano, że pVHL hamuje TGFα, którego gen niedawno został zidentyfikowany jako regulowany przez białko HIF[33].

W jednej pracy dowiedziono, że pVHL wiąże się in vivo z białkiem P53, stabilizując je i zapobiegając ubikwitynacji P53 przebiegającej z udziałem białka Mdm2; ponadto, w warunkach uszkodzenia DNA (stresu genotoksycznego) pVHL sprzyja interakcji białek P53 i P300, i następczej acetylacji P53, prowadzącej do zwiększenia transkrypcyjnej aktywności tego białka i efektywności zatrzymania przez nie cyklu komórkowego i indukcji apoptozy. Wydaje się, że może to być poszukiwany, nieazleżny od HIF-α mechanizm, w którym pVHL działa jako białko supresorowe.
Znaczenie interakcji pVHL z filaminą i białkiem wiążącym Tat wirusa HIV nie jest jasne.

## Regulacja funkcji pVHL
W obrębie sekwencji nukleotydowej genu VHL znaleziono szereg sekwencji konsensusowych kinaz, więc regulacja funkcji białka pVHL może polegać na fosforylacji przez kinazy. Niedawno wykazano, że VHL30 jest substratem dla kinazy syntazy glikogenu 3 (GSK3) in vitro i in vivo. Enzym fosforyluje VHL30 na reszcie serynowej 68; wcześniej białko musi być ufosforylowane na serynie 72, co in vitro katalizuje kinaza kazeinowa I. Jak wykazano w tej samej pracy, zmutowane białko VHL30 niebędące substratem kinazy nie pełni funkcji związanych ze stabilizacją mikrotubuli.

## Odpowiedniki genuVHLu zwierząt
Sekwencja genu VHL jest wysoce konserwatywna i podobna do ludzkiej w homologicznych genach naczelnych i gryzoni. Homologiczny gen stwierdzono u nicienia Caenorhabditis elegans i u muszki owocowej. Konserwatyzm sekwencji genu jest szczególnie duży w regionach tworzących domeny wiążące z innymi białkami. Kompleks pVHL-elongina B-elongina C przypomina kompleks SCF u drożdży, którego funkcją jest poliubikwitynacja białek przeznaczonych do proteolizy. Elongina C i Cul2 przypominają, odpowiednio, drożdżowe białka Skp1 i Cdc53. Podobieństwo tych białek nasunęło potwierdzone później przypuszczenie, że kompleks białka pVHL funkcjonuje w komórkach człowieka jako ligaza E3 ubikwityny. Obszar genu VHL między kodonami 14-53 koduje osiem powtórzeń kwaśnych aminokwasów [Gly-X-Glu-Glu-X]8 (GXEEX8), wykazującą homologię z białkiem błonowym wiciowca Trypanosoma brucei. Znaczenie tego faktu pozostaje nieznane.

## Rola w procesach patologicznych
| Całkowita ilość opisanych mutacji | 823          |
| Przesunięcia ramki odczytu        | 297 (36,08%) |
| Delecje                           | 235 (28,55%) |
| Insercje                          | 62 (7,53%)   |
| Mutacje punktowe                  | 496 (60,27%) |
| Missense (zmiana sensu)           | 399 (48,48%) |
| Nonsense                          | 97 (11,79%)  |
| G>A                               | 29           |
| G>A w CpG                         | 42           |
| C>T                               | 65           |
| C>T at CpG                        | 57           |
| A>T                               | 10           |
| A>G                               | 20           |
| A>C                               | 17           |
| T>G                               | 20           |
| T>C                               | 76           |
| T>A                               | 29           |
| C>A                               | 30           |
| C>G                               | 47           |
| G>T                               | 41           |
| G>C                               | 29           |
| Złożone mutacje                   | 2 (0,24%)    |

Homozygotyczne myszy Vhl-/- przeżywają 10,5-12,5 dni życia wewnątrzmacicznego; przyczyną poronienia jest zaburzona waskulogeneza łożyska. Przypuszczalnie taka (bardzo rzadka) mutacja obydwu alleli VHL u człowieka równie wcześnie uniemożliwia rozwój zarodka. Jak wspomniano wcześniej, germinalne mutacje genu VHL u ludzkich heterozygot wywołują prawie zawsze chorobę von Hippla-Lindaua. Kliniczny podział choroby ze względu na częstość poszczególnych objawów, przede wszystkim raka jasnokomórkowego nerki i guza chromochłonnego, okazał się korelować z charakterem mutacji w genie VHL. I tak, duże delecje i przedwczesna terminacja translacji prowadząca do powstania skróconej cząsteczki pVHL są charakterystyczne dla typu 1 choroby, a mutacje punktowe, zwłaszcza typu missense, odpowiadają za typ 2. Znanych jest ponad 500 różnych mutacji germinalnych w genie VHL; wszystkie przypadki nowych mutacji zgłaszane są do ich międzynarodowego rejestru.
| Typ | Typ mutacji       | Defekt molekularny                                                                      | HB R | HB CNN | RCC | Pheo | GEP |
| --- | ----------------- | --------------------------------------------------------------------------------------- | ---- | ------ | --- | ---- | --- |
| 1 | Delecje, nonsense | Nadprodukcja HIF i nadekspresja genów odpowiedzi na hipoksję                            | +    | +      | +   | -    | -   |
| 2A | Missense          | Nadprodukcja HIF i nadekspresja genów odpowiedzi na hipoksję Destabilizacja mikrotubuli | +    | +      | -   | +    | +   |
| 2B | Missense          | Nadprodukcja HIF i nadekspresja genów odpowiedzi na hipoksję                            | +    | +      | +   | +    | +   |
| 2C | Missense          | Zaburzenie tworzenia ECM przez fibronektynę Mechanizm zależny od P53 (?)                | -    | -      | -   | +    | ?   |
| HB R – naczyniaki siatkówki; HB CNN – naczyniaki ośrodkowego układu nerwowego; RCC – rak nerkowokomórkowy; Pheo – guz chromochłonny; GEP – guz neuroendokrynny trzustki |                   |                                                                                         |      |        |     |      |     |

Mutacje somatyczne w genie VHL stwierdza się także w sporadycznych nowotworach nerki i naczyniakach zarodkowych. Mutacje somatyczne genu VHL spotyka się w około 50% przypadków sporadycznego raka jasnokomórkowego nerki, a w około 10-20% gen ulega hipermetylacji. Stwierdzono je również w około 30% przypadków sporadycznych naczyniaków zarodkowych, natomiast nie odnotowano jak dotąd hipermetylacji VHL w komórkach tego nowotworu. LOH genu VHL opisano w sporadycznych gruczolakach mikrotorbielowatych trzustki i guzach worka endolimfatycznego (ELST). Mutacje VHL rzadkie są w sporadycznych guzach chromochłonnych i bardzo rzadkie w innych nowotworach: płuc, sutka, jajnika, jąder, szyjki macicy, endometrium, prostaty, jelita grubego, pęcherza moczowego, skóry (czerniak złośliwy), opłucnej, w raku płaskonabłonkowym jamy ustnej i raku pęcherzykowym tarczycy.
Niedawno zasugerowano, że delecja dystalnego do 11q odcinka chromosomu 3 w komórkach nerwiaka zarodkowego i związana z nią utrata genu VHL w tych komórkach może odpowiadać za bardziej agresywny fenotyp choroby. Potwierdzałyby to wcześniejsze doniesienia o odróżnicowywaniu niedojrzałych neuroblastów guza pod wpływem hipoksji, wiażącym się z bardziej agresywnym przebiegiem. Zaobserwowano silną korelację między obniżonym poziomem mRNA dla VHL a niską przeżywalnością pacjentów (p=0,013). Wydaje się, że największą wartość predykcyjną VHL ma w guzach, które wykazują ekspresję NTRK1 (TRKA).
| Mutacja               | OMIM        | Typ mutacji         | Typ choroby (uwagi)                                    |
| --------------------- | ----------- | ------------------- | ------------------------------------------------------ |
| Leu63Pro              | 608537.0016 |                     | VHL                                                    |
| Arg64Pro              | 608537.0015 |                     | VHL                                                    |
| Ile75DEL (Ile146DEL)  | 608537.0001 | 437 delecja 3 bp    | VHL typu 1                                             |
| Phe76DEL              |             | 226-228 delecja TTC | VHL (9 rodzin w UMD Central)                           |
| 76DEL                 |             | 227-229 delecja TCT | VHL (6 rodzin w UMD Central)                           |
| Asn78Ser/His/Ter      |             |                     |                                                        |
| Ser80Leu              |             |                     | VHL typu 2C                                            |
| Pro81Ser              | 608537.0020 | Tranzycja 454C>T    | VHL typu 2C                                            |
| Val84Leu (Val155Leu)  | 608537.0025 | Transwersja 463G>T  | VHL typu 2C                                            |
| Pro86Leu              |             |                     |                                                        |
| Gly93Ser              | 608537.0026 | Tranzycja 490G>A    | Sporadyczny guz chromochłonny                          |
| Tyr112His             | 608537.0012 |                     | VHL typu 2A                                            |
| Tyr112Asn             | 608537.0017 | Transwersja 547T>A  | VHL                                                    |
| Asp126Tyr             | 608537.0022 |                     | ECYT2                                                  |
| Val130Leu             | 608537.0021 |                     | ECYT2                                                  |
| Leu135Phe             | 608537.0008 | Transwersja 618A>C  | Sporadyczny naczyniak zarodkowy móżdżku                |
| 147DEL                |             | Delecja T           | VHL (5 rodzin w UMD Central)                           |
| Ser149Ala             |             | 658G>T              |                                                        |
| Trp159Ser (Trp88Ser)  | 608537.0007 | Transwersja 476G>C  | VHL sporadyczny naczyniak zarodkowy móżdżku            |
| Arg161TER             | 608537.0006 | Tranzycja 694C>T    | VHL typu 1 sporadyczny gruczolak torbielowaty najądrza |
| Cys162Tyr/Phe/Trp     |             |                     |                                                        |
| Leu163Pro             | 608537.0018 | Tranzycja 701T>C    | RCC                                                    |
| Val166Phe             | 608537.0013 |                     | VHL typu 2A                                            |
| Arg167Trp (Arg23Trp)  | 608537.0003 | Tranzycje 712C>T    | VHL typu 2B                                            |
| Arg167Gly             | 608537.0004 |                     | VHL typu 2B                                            |
| Arg167Gln             | 608537.0005 |                     | VHL typu 2B                                            |
| Tyr169His (Tyr98His)  | 608537.0009 | Tranzycja 505T>C    | VHL typu 2A (mutacja Black Forrest)                    |
| Leu178Pro             |             |                     |                                                        |
| Ser183TER (Ser254TER) | 608537.0002 | Transwersja 761C>A  | RCC                                                    |
| Leu188Val             | 608537.0014 |                     | VHL typu 2C                                            |
| His191Asp             | 608537.0024 | Transwersja 571C>G  | ECYT2                                                  |
| Pro192Ser             | 608537.0023 | Tranzycja 574C>T    | ECYT2                                                  |
| Arg200Trp             | 608537.0019 | Tranzycja 598C>T    | ECYT2                                                  |

VHL – choroba von Hippla i Lindaua
RCC – rak nerkowokomórkowy
ECYT – rodzinna erytrocytemia typu 2